# Бузька уланська дивізія
Бузька уланська дивізія — військове формування на Півдні України в першій половині 19 століття.
Сформовано з залишків козаків (українців) Запорізької Січі, що входили до окремих полків Бузького козацького війська.
Було розташовано між руслами Південного Бугу, Ігнула та Інгульця.

## Історія
Бузька уланська дивізія, сформована переважно з українців Бузького козачого війська. Складалася з 4-х полків. Крім того, до неї входили 3 поселені та 3 резервні ескадрони.
До складу 1-го Бузького уланського полку увійшли: Вознесенськ та селища: Сокільська переправа, Ракова, Новогригорівка, Арнаутівка, Білоусівка, Михайлівка, Щербані, Димівка та Солоне.
В них було населення 3615 чоловік чоловічої статі та 3135 жіночої статі, та 90238 десятин землі.
До 2-го Бузького уланського полку увійшли селища: Федорівка, Троїцьке, Касперівка, Ново-Петрівське, Гур'ївка, Костянтинівка, Балівне, Матвіївка, Себіне та Інгулка.
В них було 3698 чоловік чоловічої статі та 3360 жіночої статі, та 89026 десятин землі.
У 3-му Бузькому уланському полку були поселення: Костянтинівка, Олександрівка, Семенівка, Благодатне та Арбузинка.
Населення в них 4322 чоловічої статі та 4024 жіночої статі, та 58833 десятин землі.
До 4-го Бузького уланського полку належали селища: Вільшанка, Лиса Гора, Синюхін Брід, Добрянка та Піщаний Брід з населенням 4546 чоловік чоловічої статі та 4395 чоловік жіночої статі та з 66735 десятин землі.
Усього ж у Бузькій уланській дивізії знаходилося одне місто та 29 селищ з населенням 16181 чоловіків та 14878 жінок, та  302877 десятин землі. 
Пізніше ці полки були перейменовані: в Бузький, Одеський, Вознесенський і Ольвіопольський. 
24.12.1817 р. було засновано округ військового поселення 2-го Бузького Уланського полку. 
1828 р. - участь у Турецькій війні, перехід дивізії через Прут; битва при Куртені; взяття Варни. 
17.11.1829 р. - Бузька Уланська дивізія стала 4-ою Уланською дивізією. 
2-й Уланський полк з 25.06.1830 р. стає Одеським Уланським полком. 
З 27.12.1843 р. – Уланський Його Світлості Герцога Нассауського полк.
З 1857 року Вознесенський (колишній 3-й Бузький уланський полк) отримав назву: «Вознесенський, 8-й уланський, Е.І.Вис. Вел. Княжни Тетяни Миколаївни, полк».
Начальником Бузької уланської дивізії був граф І. О. Вітт. Він знаходився в Одесі, а корпусні командири, які безпосередньо керували у Вознесенську.
Військові поселення Херсонської губернії були поділені на 3 округи: 1-й округ із центром у Новій Празі Олександрійського повіту, 2-й округ – у Новомиргороді Бобринецького повіту та 3-й округ – у місті Вознесенську.
Чисельність військових поселень постійно зростала, оскільки військовому відомству неодноразово приєднували казенні села та частина адміралтейських поселян.
Так, а 1821 року до військових поселень приєднали: Єланець, Восіятське, Сербулівку. У 1822 році – Інгулку, залишену болгарами та заселену казенними селянами із Золотоніського повіту. В 1828 приєднано село Сергіївка, а в 1829 - Ольвіополь, пристань Голта, Новий Буг, Березівка, Устинівка, Широке, Шестерня, Ново-Курське, Ново-Червоне і Кривий Ріг. 1830 року – село Прилуки, 1834 – село Володимирівка, 1841 – селище Сирове та Криве Озеро, 1842 року – Привільне, Полтавка (Баштанка), Маліївка, Миколаївка та Казанка. Останнє приєднання відбулося у 1853 році – Ново-Покровке (Вшиве) та Костромка.
Поселенці дивізії були довічними солдатами і водночас вели сільське господарство.
У місцях військових поселень усі жителі зараховувалися до селян. Вони звільнялися від усіх державних податків і повинностей, рекрутських наборів. Натомість мали нести військову службу, комплектувати зі свого середовища полки і утримувати їх на свій рахунок. 
Як підсумок, до середини 1850-х років населення регіону так збідніло, що у багатьох селян не було навіть робочої худоби, господарство їх занепало. Військові поселення стали невигідними в економічному відношенні і не досягли поставленої мети.
У 1857 році військові поселення, вкрай непопулярні серед населення, були скасовані та передані до управління міністерства державного майна. Цим і закінчилося сорокарічне існування поселень Бузької уланської дивізії. Як згадка з того часу залишилися назви селищ у Миколаївській області: Таборівка, Солдатське, Табірне.